# Maria Refugie

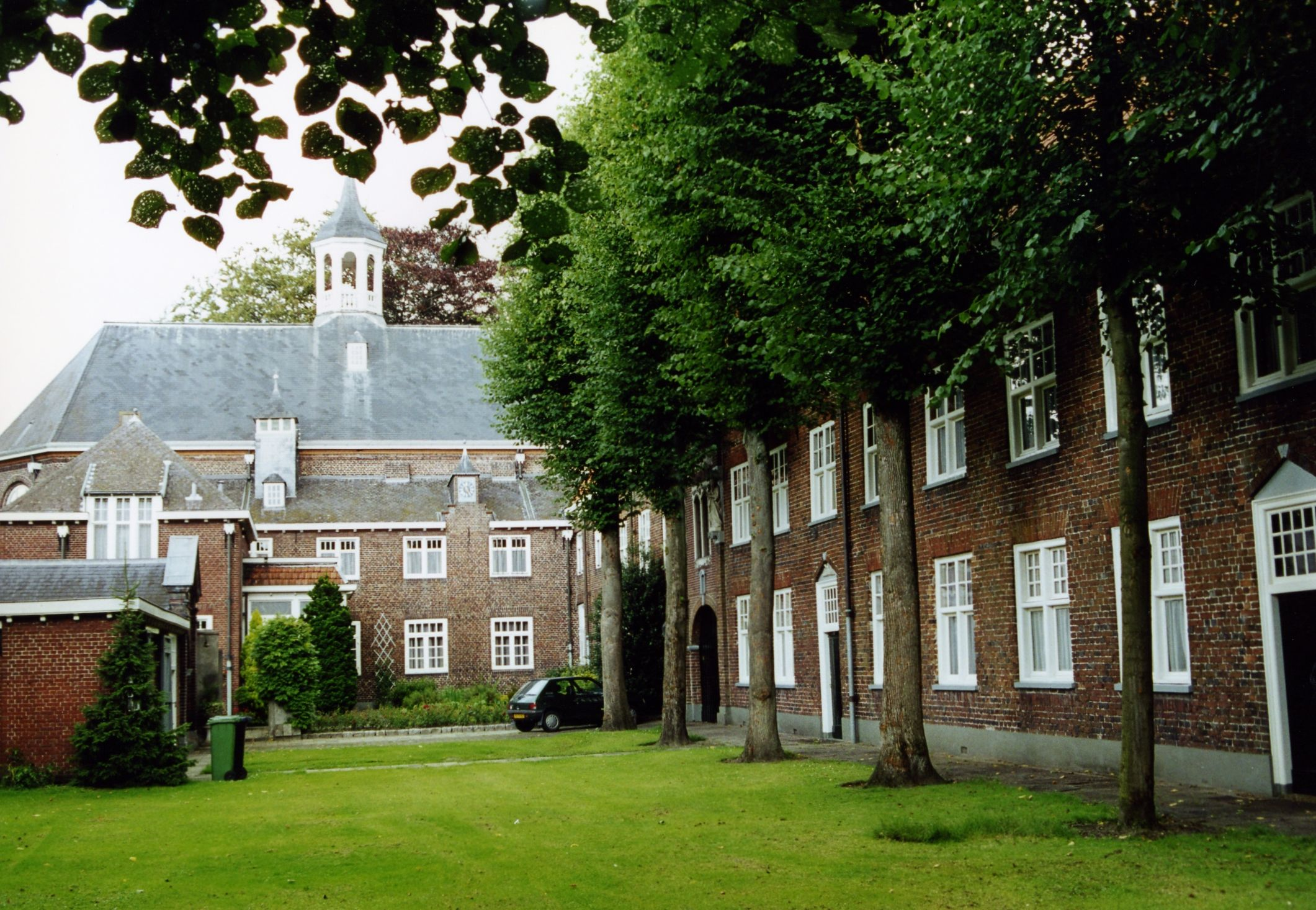
Maria Refugie.

Maria Refugie (nederländska: 'Marie tillflykt') är ett nunnekloster inom Birgittinorden grundat 1713 i Uden i Nederländerna.

## Officiell webbplats
- Officiell webbplats